# Saab 9-X Biohybrid
Saab 9-X Biohybrid – samochód koncepcyjny szwedzkiej marki Saab zaprezentowany podczas targów motoryzacyjnych w Genewie w 2008 roku. Pojazd miał być zapowiedzią modelu 9-1, który konkurować miał z pojazdami klasy kompaktowej.
W lipcu 2008 roku pojazd został wybrany „Niezwykłym prototypem roku”.

## Historia i opis modelu

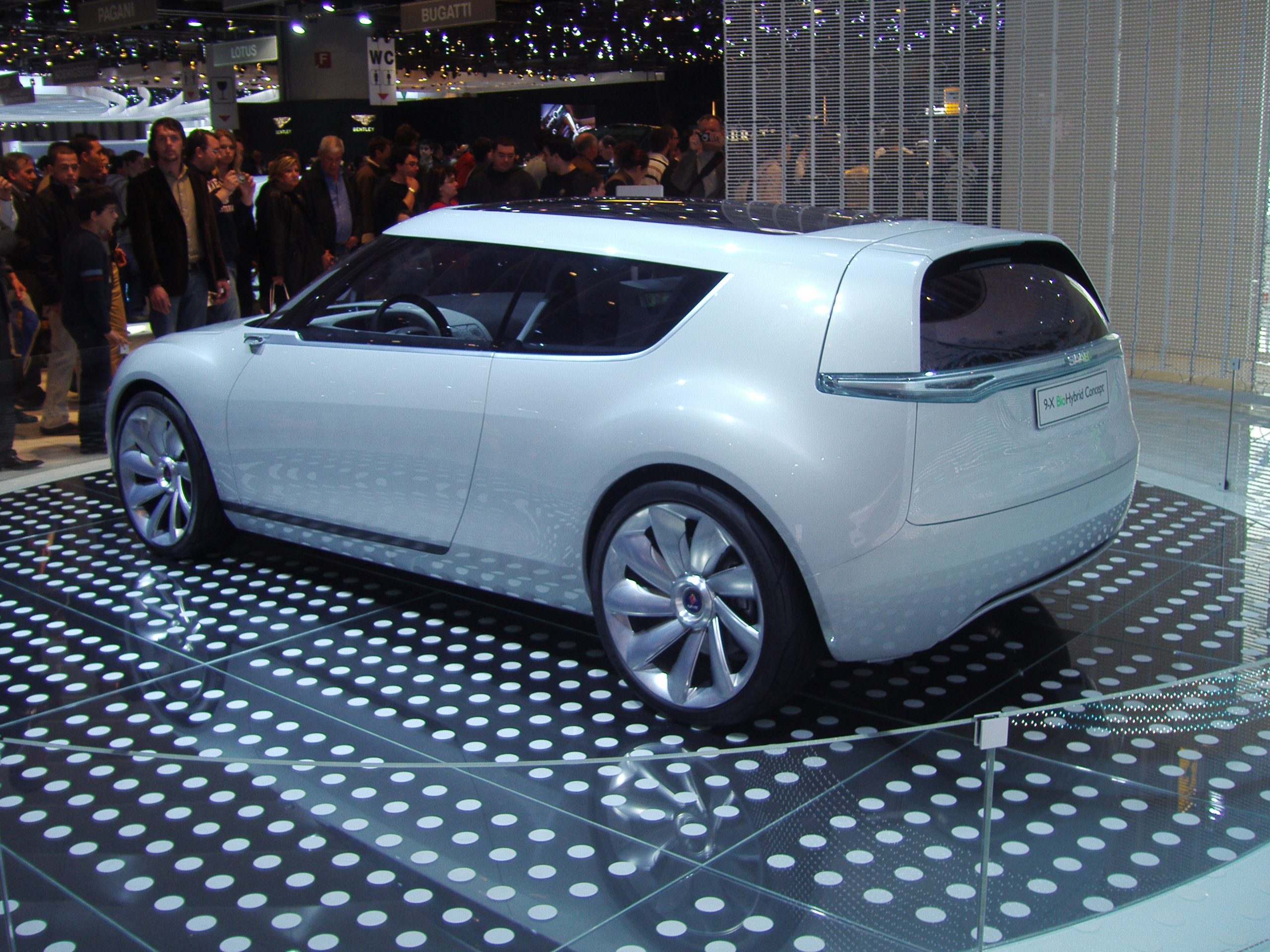
Tył pojazdu

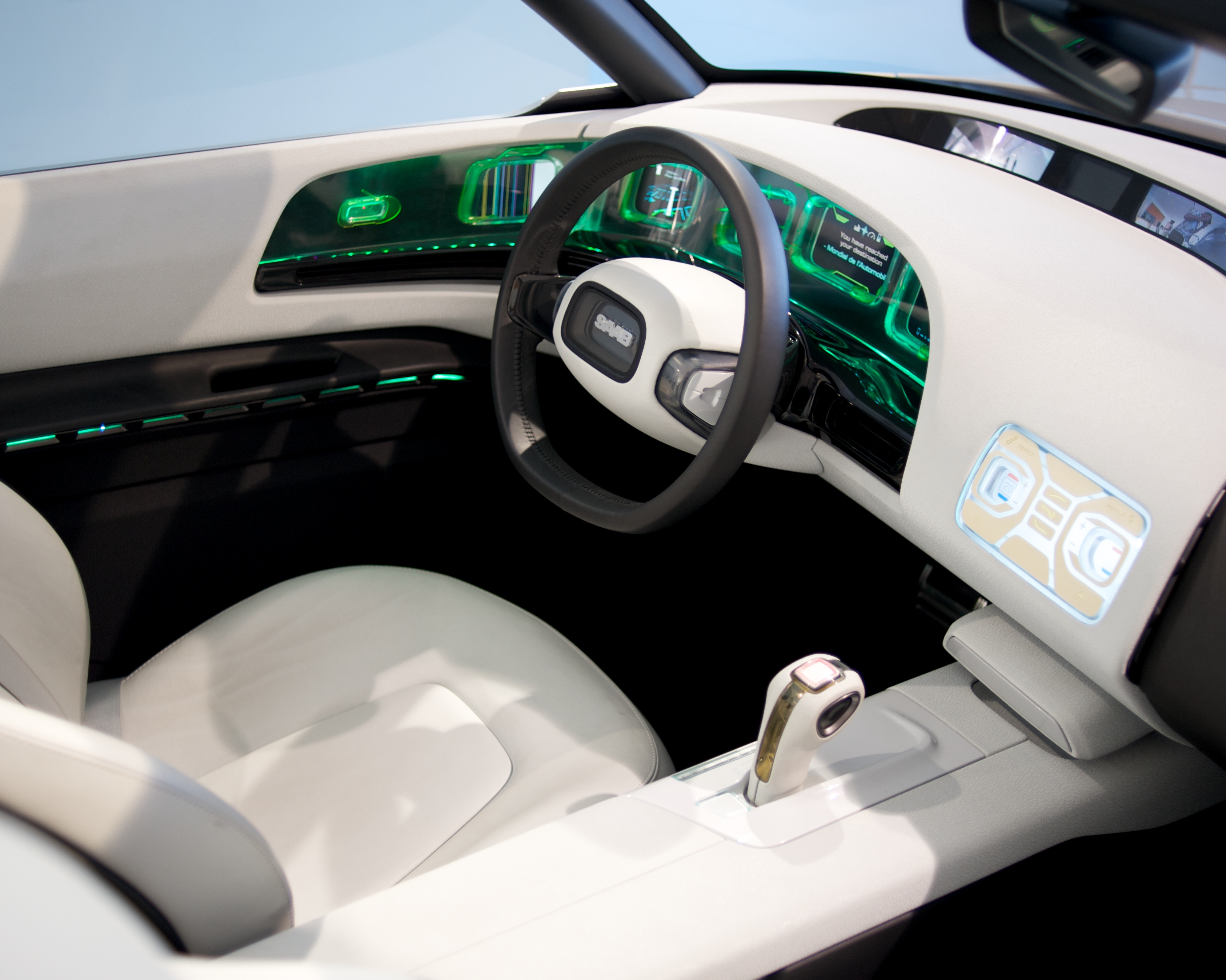
Wnętrze pojazdu

Auto zostało zbudowane na płycie podłogowej GM Delta II w Saab Brand Center we Szwecji. Na dachu podobnie do prototypu EV-1 umieszczono panele słoneczne przeznaczone do ładowania baterii zarówno podczas jazdy jak i postoju. Zamiast lusterek zewnętrznych zamontowane zostały małe kamery, które przenoszą obraz na wyświetlacz zamontowany w konsoli środkowej.
Samochód został wyposażony w turbodoładowany, czterocylindrowy silnik benzynowy o pojemności 1.4 l i mocy 200 KM wyposażony w system zmiennych faz rozrządu oraz zasilany bioetanolem wspomagany przez system hybrydowy produkcji General Motors. Po przekroczeniu prędkości 70 km/h górna i dolna część zmienia swój kształt (górny spojler automatycznie wysuwa się i przedłuża linię dachu, a dolny dyfuzor wysuwa się spod tylnego zderzaka).
Zamiast tradycyjnie montowanej na podłodze konsoli centralnej z ustawionymi pod kątem kontrolkami i wyświetlaczami zastosowano główny panel przyrządów, który rozciąga się od górnego profilu drzwi, wyginając się poprzecznie w stosunku do kierowcy. Osadzona trójwymiarowa grafika wygląda jak zamrożona, podtrzymując skandynawski motyw. Saab współpracował z firmą Sony Ericsson w celu zapewnienia podłączenia szeregu urządzeń mobilnych bez użycia kabli. W rezultacie otrzymano bezprzewodowe złącze do przesyłu danych, korzystania z rozrywki oraz system nawigacji satelitarnej z wyświetlaczem. Interfejs umożliwia jednoczesne korzystanie z wielu urządzeń, gdy pasażerowie znajdują się w samochodzie.
Bagażnik posiada elektrycznie wysuwaną podłogę, która uruchamiana jest, gdy odchylona zostanie dolna część tylnej klapy.

### Silnik
| Model              | Pojemność skokowa [cm³] | Typ silnika        | Rodzaj silnika     | Średnica tłoka [mm] | Stopień sprężania  | Moc maksymalna [KM] (kW) przy obr./min  | Maks. moment obrotowy [Nm] przy obr./min | Przyspieszenie 0-100 km/h [s] | Prędkość maks. [km/h] | Średnie spalanie [l/100 km] |
| Silniki benzynowe: | Silniki benzynowe:      | Silniki benzynowe: | Silniki benzynowe: | Silniki benzynowe:  | Silniki benzynowe: | Silniki benzynowe:                      | Silniki benzynowe:                       | Silniki benzynowe:            | Silniki benzynowe:    |                             |
| ------------------ | ----------------------- | ------------------ | ------------------ | ------------------- | ------------------ | --------------------------------------- | ---------------------------------------- | ----------------------------- | --------------------- | --------------------------- |
| 1.4 Turbo          | 1400                    | R4 DOHC            | Turbodoładowany    | 74,3                | 10,2:1             | E85: 200 (147)/5000 E95: 170 (125)/5200 | E85: 280/1750-5000 E95: 230/1500-5200    | E85: 7,9 E95: 8,3             | E85: 216 E95: 192     | E85: 6,4 E95: 4,9           |